# أب غاموشية (خبر بافت)
أب غاموشیة (بالفارسية: آب غاموشیه) هي قرية تقع في إيران في Khabar Rural District. يقدر عدد سكانها بـ 0 نسمة بحسب إحصاء 2016.